# 48-я танковая дивизия (СССР)
48-я танковая дивизия — воинское соединение автобронетанковых войск Рабоче-крестьянской Красной армии в Великой Отечественной войне.
Наименование автобронетанкового формирования:
- действительное сокращённое — 48 тд.
- условное полное — войсковая часть (В/Ч) № 1205[2].

## История формирования
48-я танковая дивизия начала формироваться в марте 1941 года в Орловском военном округе (ОрВО) вместе с другими частями 23-го механизированного корпуса под командованием генерал-майора Михаила Акимовича Мясникова. На 22 июня 1941 года дивизия дислоцировалась в городе Воронеж.
Ко времени вхождения в действующую армию численный состав 48-й танковой дивизии составлял 9503 человека, вместо положенных по штату 10 981 человека. Соединение было укомплектовано рядовым составом на 100 процентов, командным — на 62 процента, техническим — на 38 процентов. Половина танков 48-й танковой дивизии нуждалась в капитальном ремонте. Остальная боевая техника имела высокую степень изношенности.
| Основной танк Т-34 | Основной танк Т-26 | Автомобили | Мотоциклы |
| ------------------ | ------------------ | ---------- | --------- |
| 3                  | 101                | 280        | 31        |

16 сентября 1941 года дивизия АБТВ РККА № 48 прибыла в район города Владимир Ивановской области, во Владимирский танковый центр, где на её базе были сформированы 17-я и 18-я танковые бригады.

## Участие в боевых действиях
Период вхождения в действующую армию: 6 июля 1941 года — 2 сентября 1941 года.
28 июня, согласно приказу Генштаба, 48-я танковая дивизия и управление 23-го механизированного корпуса были включены в состав Западного фронта. В тот же день со станции Воронеж-2 началась переброска частей дивизии на Западный фронт.
6 июля первый и второй из 16 эшелонов 48-й танковой дивизии прибыли на станцию Невель, где были атакованы авиацией противника. Соединение понесло первые потери: 3 убитых и 10 раненных. Части дивизии, многие из которых разгружались на других станциях, в том числе и в Великих Луках, 7 июля поступили в распоряжение командующего 22-й армии генерал-лейтенанта Филиппа Афанасьевича Ершакова и в течение трёх дней сосредотачивались в районе Иванцево, Тельные, Камень, Балакирево, Смольники.

Карта боевых действий в районе Смоленска
(10—18 июля 1941 года)

 10 июля 48-я танковая дивизия сосредоточилась в районе Старой Реки. По приказу командования 22-й армии из состава дивизии в распоряжение 186-й стрелковой дивизии было выделено 5 танков (3 Т-26 и 2 Т-34) для уничтожения разведгруппы противника в районе Великих Лук. В тот же день танковый батальон 96-го танкового полка (25 Т-26) 48-й танковой дивизии под командованием капитана Гусева был переведён в распоряжение 170-й стрелковой дивизии для ведения совместных боевых действий в районе Идрицы.
12 июля в 7:00, по приказу командующего 22-й армии, дивизия начала организовывать оборону Невеля на рубеже: Тормосово, Борьково, Борок, Рыкшино, Мисники, Палкино, Лобок. Части соединения растянулись на фронте шириной до 30 километров, занимая ряд межозерных дефиле, при этом, не имея больших подвижных резервов.
13 июля, по распоряжению штаба армии, танковая рота 95-го танкового полка в составе 17 Т-26 под командованием лейтенанта А. Н. Орешкина выступила в район Городка, где перешла в распоряжение 214-й стрелковой дивизии. К этому времени в составе 48-й танковой дивизии имелось 3 Т-34 и 82 Т-26.
14 июня 48-я танковая дивизия занимала пятидесятикилометровый рубеж обороны: Барканы, Гулилово, Королево, Шурыгино, Мисники, Милёнки, Палкино, Лобок, озеро Озерище, озеро Оборотное, Красный двор. В этот же день по приказу командующего 22-й армии из 48-й танковой дивизии была выделена танковая рота в составе 10 Т-26 под командованием старшего лейтенанта Балдикова и передана в распоряжение 170-й стрелковой дивизии.
В ночь на 15 июля 86-я пехотная дивизия вермахта, усиленная танками в количестве до двух батальонов, атаковала Невель.

## Состав
- управление
- 95-й танковый полк (в/ч 1224), командир — подполковник Николаев Николай Петрович
- 96-й танковый полк (в/ч 1229), командир — подполковник Шукшин Константин Дмитриевич (попал в плен 29 августа 1941 года)
- 48-й мотострелковый полк (в/ч 1219), командир — подполковник Кононенко, Матвей Прокопьевич
- 48-й гаубичный артиллерийский полк (в/ч 1236), командир — майор Гуринович
- 48-й разведывательный батальон (в/ч 1208), командир — майор Вовченко, Иван Антонович
- 48-й отдельный зенитно-артиллерийский дивизион (в/ч 1215)
- 48-й понтонный батальон (в/ч 1241)
- 48-й отдельный батальон связи (в/ч 1210)
- 48-й медсанбат (в/ч 1253)
- 48-й автотранспортный батальон (в/ч 1244)
- 48-й ремонтно-восстановительный батальон (в/ч 1249)
- 48-я рота регулирования (в/ч 1213)
- 48-й полевой хлебозавод (в/ч 1259)
- 759-я полевая почтовая станция
- 604-я полевая касса Госбанка[2][1]

## В составе
| Вышестоящие воинские части 48-й танковой дивизии | Вышестоящие воинские части 48-й танковой дивизии | Вышестоящие воинские части 48-й танковой дивизии | Вышестоящие воинские части 48-й танковой дивизии | Вышестоящие воинские части 48-й танковой дивизии |
| Дата                                             | Фронт (округ)                                    | Армия                                            | Корпус                                           |                                                  |
| ------------------------------------------------ | ------------------------------------------------ | ------------------------------------------------ | ------------------------------------------------ | ------------------------------------------------ |
| 01.06.1941 года                                  | Орловский военный округ                          |                                                  | 23-й механизированный корпус                     |                                                  |
| 01.07.1941 года                                  | Западный фронт                                   | 22-я армия                                       |                                                  |                                                  |
| 01.08.1941 года                                  | Западный фронт                                   | 22-я армия                                       |                                                  |                                                  |
| 01.09.1041 года                                  | Западный фронт                                   | 22-я армия                                       |                                                  |                                                  |

## Командование

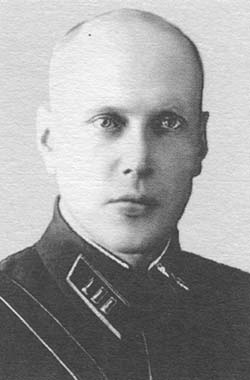
Полковник И. И. Ющук, начальник штаба, командир 48-й тд

### Командиры дивизии
- Яковлев, Дмитрий Яковлевич (11.03.1941 — 02.09.1941), полковник (предан суду)[6];
- Ющук, Иван Иванович (09.1941 — 10.1941), полковник[5];
- Бараусов, Сергей Сергеевич (10.1941 — 10.1941), полковник[2]

### Военные комиссары дивизии
- Соколов Николай Иванович (20.03.1941 — 2.09.1941), старший батальонный комиссар[7]

### Начальники штаба дивизии
- Ющук Иван Иванович, полковник;
- Филиппов, майор[2]